# 札剌亦兒
札剌亦兒，属于蒙古迭列斤里面的一个部落。

## 历史

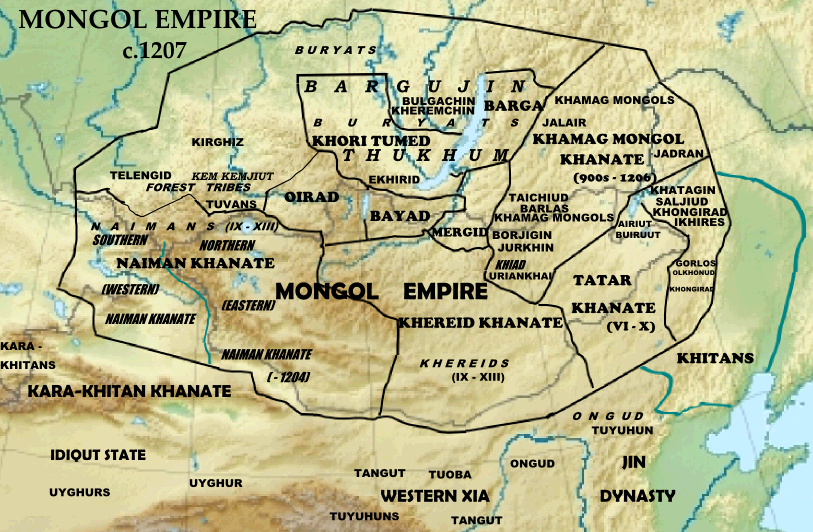
1207年的蒙古高原部落，札剌亦兒位於北北東。

札剌亦儿是迭列斤蒙古部落（另一說源出回紇藥羅葛氏。《史集》認為札剌亦兒不屬於迭列斤蒙古，而是在成吉思汗興起後才開始自稱蒙古的突厥部落），分十部。最著名的是木华黎，忙哥撒儿的札阿惕部。《辽史》中的胡母思山蕃（因位于胡母思山得名）亦是其属部之一，《史集》记为“弘合撒兀惕”。
札剌亦儿在辽朝曾经打败契丹和蒙古部，与蒙古部争夺牧地。遼聖宗統和年間，札剌亦兒部遭遼軍攻擊，殘部逃入鐵木真八世祖母那莫侖牧地，殺死那莫侖和她的八個兒子，只有幼子納臣把阿禿兒和長孫海都得以倖免。1060年海都於贝加尔湖附近打败扎剌亦兒部，使其成为蒙古部的「斡脱古·孛斡勒」，即是「老奴隸」（家臣）之意，直到元朝滅亡為止其基本身份屬性不曾改變。
成吉思汗建立大蒙古国后，札剌亦儿人被成吉思汗分配给自己的子孙。后来随蒙古部征战。有些到了伊儿汗国，有些到了钦察汗国，末代伊儿汗不赛因死后。谢赫·大哈散王公在伊拉克，西伊朗，阿塞拜疆建立了札剌亦儿王朝，直到帖木儿在1380年代攻灭为止（後復國，但在1432年為土庫曼族黑羊王朝所滅）。
札刺亦兒部在喀爾喀蒙古、哈薩克族（大玉茲），柯爾克孜族、烏茲別克族、卡拉卡爾帕克人、西伯利亞韃靼人、巴什基爾族和哈扎拉族中也可找到，直到十九世紀一小部分人生活在呼羅珊和蒙兀兒帝國。在滿族人和鄂溫克人內部也有札剌亦兒人。
他們的部落印記（塔木加）是一個梳型符號。

## 著名人物
蒙古帝国时代有木華黎、孛鲁、安童、納哈出等人。
现哈萨克斯坦总统托卡耶夫是哈萨克大玉兹扎剌亦儿人。